# Carolina Gaitán
Carolina Gaitán lub La Gaita, właściwie Carolina del Pilar Gaitán Lozano (ur. 4 kwietnia 1984 w Villavicencio) – kolumbijska aktorka i piosenkarka. 

## Życiorys
Urodziła się i wychowała w Villavicencio w Kolumbii, a swoją pasję do śpiewania i występowania odkryła w młodym wieku. Miała brata Germana (zm. 2010). Ukończyła Lee Strasberg Theatre and Film Institute w Nowym Jorku. Mając osiemnaście lat (2002) wystąpiła w kolumbijskim serialu Popstars. Wystąpiła w Królu rozrywki (2017). W 2021 podkładała głos pod postać Pepy Madrigal w filmie Nasze magiczne Encanto. Piosenka „We Don't Talk About Bruno” śpiewana przez jej postać w tym filmie, znalazła się na najważniejszych playlistach na świecie. Jest jurorką w kolumbijskiej edycji The Voice. 11 kwietnia 2015 wyszła za Nicolasa Moreno.

## Filmografia

### Film
| Rok  | Tytuł                  | Rola                 |
| ---- | ---------------------- | -------------------- |
| 2017 | Król rozrywki          | piosenkarka w tle    |
| 2021 | Nasze magiczne Encanto | Pepa Madrigal (głos) |

### Telewizja
| Rok       | Tytuł                       | Rola                    |
| --------- | --------------------------- | ----------------------- |
| 2002      | Popstars: Colombia          | Ona sama                |
| 2005      | Vuelo 1503                  | Yuli Salcedo            |
| 2007      | Así es la vida              | Sussana                 |
| 2007      | Zona rosa                   | Sara Bautista           |
| 2008      | Mujeres asesinas            | Valentina               |
| 2009      | Gabriela, giros del destino | Gabriela Rueda          |
| 2009–10   | Isa TK+                     | Catalina Bernabeu       |
| 2010      | La Diosa Coronada           | Valeria                 |
| 2011      | Flor Salvaje                | Alicia                  |
| 2013      | Amo de Casa                 | Carla                   |
| 2013      | Alias el Mexicano           | Ana Belén Páez Argüello |
| 2015–16   | Hermanitas Calle            | Nelly Calle             |
| 2015      | Narcos                      | Marta Ochoa             |
| 2015–16   | Celia                       | Lola Calvo              |
| 2016–2019 | Sin senos sí hay paraíso    | Catalina Marín Santana  |
| 2022      | Juanpis González La Serie   | Cams (Camila)           |